# 800 eroi
800 eroi (八佰S) è un film del 2020 scritto e diretto da Guan Hu.
Il film è ambientato nel corso della battaglia di Shanghai durante la seconda guerra sino-giapponese.

## Trama
All'inizio della seconda guerra sino-giapponese,  l'esercito imperiale giapponese lancia un'invasione su Shanghai, che divenne nota come la battaglia di Shanghai. Dopo aver trattenuto i giapponesi per oltre 3 mesi e aver subito pesanti perdite, l'esercito cinese si ritira per evitare di essere accerchiato. Il tenente colonnello Xie Jinyuan del 524º Reggimento dell'88ª Divisione dell'Esercito Rivoluzionario Nazionale, poco equipaggiata, guida 452 giovani ufficiali e soldati a difendere il magazzino Sihang contro la 3ª Divisione Imperiale Giapponese, composta da circa 20.000 soldati, in un'eroica ultima resistenza suicida contro i giapponesi, su ordine del Generalissimo della Cina Nazionalista, Chiang Kai-shek. La decisione viene presa per risollevare il morale del popolo cinese dopo le perdite di Pechino e Shanghai, e per stimolare il sostegno degli alleati, testimoni della battaglia dall'insediamento internazionale di Shanghai, appena al di là del fiume Suzhou.

## Colonna sonora
Una canzone per il film intitolata Remembering (苏州河) è stata scritta da Bob Ezrin, Shridhar Solanki, Cheng Zhang e Isabel Yue Yin sulla base della melodia dei Londonderry Air ed è stata interpretata da Andrea Bocelli e Na Ying. La sigla aveva sia una versione in inglese che in mandarino. La sigla era accompagnata dal tema principale del film e dalla colonna sonora scritta da Rupert Gregson-Williams e Andrew Kawczynski.
| Titolo                              | Compositore              | Durata |
| ----------------------------------- | ------------------------ | ------ |
| When I Turn to Dust                 | Andrew Kawczynski        | 2:48   |
| Great City in Ruins                 | Andrew Kawczynski        | 2:48   |
| Day 1                               | Andrew Kawczynski        | 4:51   |
| White Horse                         | Andrew Kawczynski        | 1:50   |
| Imminent Danger                     | Andrew Kawczynski        | 3:10   |
| Overstepped Boundaries              | Andrew Kawczynski        | 5:29   |
| Day 2                               | Andrew Kawczynski        | 4:10   |
| True Heroes                         | Andrew Kawczynski        | 5:36   |
| Day 3                               | Andrew Kawczynski        | 4:01   |
| Pure Gold Fears No Fire             | Andrew Kawczynski        | 4:39   |
| A Vision                            | Andrew Kawczynski        | 2:50   |
| Day 4                               | Andrew Kawczynski        | 4:55   |
| Politics of War                     | Andrew Kawczynski        | 3:59   |
| The World is Watching Us            | Andrew Kawczynski        | 3:12   |
| Before the Dawn                     | Andrew Kawczynski        | 3:32   |
| Take Cover                          | Andrew Kawczynski        | 6:48   |
| Last Stand                          | Andrew Kawczynski        | 2:35   |
| You Will See My Smile               | Andrew Kawczynski        | 2:37   |
| Remembering (Chinese Version)       | Andrea Bocelli e Na Ying | 4:51   |
| Remembering (International Version) | Andrea Bocelli e Na Ying | 4:52   |

## Produzione
Le riprese principali sono iniziate il 9 settembre 2017 e sono terminate il 27 aprile 2018.

## Distribuzione
Il film è uscito nelle sale italiane il 25 giugno 2021, distribuito da Notorious Pictures.

## Accoglienza

### Incassi
800 eroi è il secondo film con il maggiore incasso del 2020.